# 格爾夫波特 (伊利諾伊州)
格爾夫波特（英語：Gulfport）是位於美國伊利諾伊州亨德森縣的一個村落。

## 地理
格爾夫波特的座標為40°48′32″N 91°05′01″W / 40.80889°N 91.08361°W，而該地最高點為海拔高度159米（即522英尺）。

## 人口
根據2010年美國人口普查的數據，格爾夫波特的面積為6.27平方千米，當中陸地面積為3.87平方千米，而水域面積為2.40平方千米。當地共有人口54人，而人口密度為每平方千米8人。